# Anoplodactylus viriosus
Anoplodactylus viriosus är en havsspindelart som beskrevs av Turpaeva 2006. Anoplodactylus viriosus ingår i släktet Anoplodactylus och familjen Phoxichilidiidae. Inga underarter finns listade i Catalogue of Life.